# Discographie de Hailee Steinfeld
Cet article regroupe la discographie de l'actrice et chanteuse américaine Hailee Steinfeld.
Steinfeld a sorti deux EP , dix-sept singles (dont sept en tant qu'artiste vedette), trois singles promotionnels et d'autres apparitions d'album.
Le premier EP de Steinfeld, Haiz, est sorti le 13 novembre 2015 chez Republic Records. L'EP comprenait quatre chansons, dont Love Myself, qui avait été publié le 7 août 2015, en tant que single principal. Le single a fait ses débuts à la 27e place du Billboard Pop Songs (culminant plus tard à 15), marquant les débuts les plus élevés pour une artiste solo sur le classement en 17 ans, depuis le single Torn de Natalie Imbruglia entré à la 26e place en 1998,. Love Myself a également culminé à la 30e place du Billboard Hot 100 et atteint le top 40 du classement des singles dans six autres pays, dont le Canada, la Nouvelle-Zélande et la Suède.
Le 26 février 2016, l'EP Haiz est réédité, avec un remix de la chanson Rock Bottom, avec désormais le groupe de funk pop américain DNCE. Cette chanson est sortie en single le 27 février 2016 et a atteint la 33e place du Billboard Pop Songs. Le 15 juillet 2016, l'EP Haiz a été réédité une deuxième fois, comprenant quatre autres chansons et trois autres remixes. Steinfeld a sorti une de ces nouvelles chansons, Starving, avec Gray et avec Zedd, en single le 22 juillet 2016. Le single a atteint le top 5 en Australie, en Nouvelle-Zélande et au Royaume-Uni, et le top 20 du Billboard Hot 100.

## Extended plays
| Titre                                                                                        | Détails                                                              | Positions dans les charts | Positions dans les charts | Positions dans les charts | Certifications  |
| Titre                                                                                        | Détails                                                              | US                        | CAN                       | JAP                       | Certifications  |
| -------------------------------------------------------------------------------------------- | -------------------------------------------------------------------- | ------------------------- | ------------------------- | ------------------------- | --------------- |
| Haiz                                                                                         | - Sortie : 13 novembre 2015 - Format: CD, Digital - Label: Republic  | 57                        | 38                        | 76                        | - ARIA: Platine |
| Half Written Story                                                                           | - Sortie : 8 mai 2020 - Format: Digital, streaming - Label: Republic | —                         | —                         | —                         |                 |
| "—" désigne les EP qui n'ont pas été classés ou qui n'ont pas été sorties sur ce territoire. |                                                                      |                           |                           |                           |                 |

## Singles

### En tant qu'artiste principal
| Titre                                                                                             | Année | Position dans les charts | Position dans les charts | Position dans les charts | Position dans les charts | Position dans les charts | Position dans les charts | Position dans les charts | Position dans les charts | Position dans les charts | Position dans les charts | Certifications | Album              |
| Titre                                                                                             | Année | US                       | US Pop                   | AUS                      | CAN                      | DEN                      | ITA                      | NOR                      | NZ                       | SWE                      | UK                       | Certifications | Album              |
| ------------------------------------------------------------------------------------------------- | ----- | ------------------------ | ------------------------ | ------------------------ | ------------------------ | ------------------------ | ------------------------ | ------------------------ | ------------------------ | ------------------------ | ------------------------ | --- | ------------------ |
| Love Myself                                                                                       | 2015  | 30                       | 15                       | 92                       | 15                       | 36                       | 50                       | 20                       | 19                       | 35                       | 180                      | - RIAA: 2 × Platine - BPI: Or - FIMI: Platine - GLF: Platine - IFPI DEN: Gold - MC: 2 × Platine - RMNZ: Or« Nouvelle-Zélande single certifications – Hailee Steinfeld – Love Myself », Recording Industry Association of New Zealand (consulté le 28 novembre 2015) | Haiz               |
| Rock Bottom (en) (featuring DNCE)                                                                 | 2016  | —                        | 33                       | 39                       | 61                       | —                        | —                        | —                        | —                        | —                        | —                        | - RIAA: Platine - ARIA: Platine - MC: Or - RMNZ: Or« Nouvelle-Zélande single certifications – Hailee Steinfeld – Rock Bottom », Recording Industry Association of New Zealand (consulté le 15 juillet 2016)                                                         | Haiz               |
| Starving (with Grey featuring Zedd)                                                               | 2016  | 12                       | 5                        | 5                        | 9                        | 8                        | 39                       | 11                       | 5                        | 15                       | 5                        | - RIAA: 4 × Platine - ARIA: 2 × Platine - BPI: 2 × Platine - FIMI: 2 × Platine - GLF: Platine - IFPI DEN: Platine - MC: 4 × Platine - RMNZ: Platine | Haiz               |
| Most Girls                                                                                        | 2017  | 58                       | 26                       | 18                       | 42                       | —                        | —                        | —                        | 38                       | —                        | 34                       | - RIAA: 2 × Platine - ARIA: Platine - BPI: Or - FIMI: Or - MC: Platine | Non-album singles  |
| Let Me Go (with Alesso featuring Florida Georgia Line and Watt)                                   | 2017  | 40                       | 14                       | 12                       | 18                       | —                        | 69                       | 40                       | 14                       | 35                       | 30                       | - RIAA: Platine - ARIA: 2 × Platine - BPI: Or - FIMI: Platine - GLF: 2 × Platine - MC: 4 × Platine - RMNZ: Platine | Non-album singles  |
| Capital Letters (with BloodPop)                                                                   | 2018  | —                        | —                        | 32                       | 69                       | 34                       | —                        | 17                       | —                        | 42                       | 39                       | - ARIA: Or - BPI: Argent | Fifty Shades Freed |
| Back to Life                                                                                      | 2018  | —                        | —                        | —                        | —                        | —                        | —                        | —                        | —                        | —                        | —                        | | Bumblebee          |
| Afterlife (from Dickinson)                                                                        | 2019  | —                        | —                        | —                        | —                        | —                        | —                        | —                        | —                        | —                        | —                        | | Non-album single   |
| Wrong Direction                                                                                   | 2020  | —                        | —                        | —                        | —                        | —                        | —                        | —                        | —                        | —                        | —                        | | Half Written Story |
| I Love You's                                                                                      | 2020  | —                        | —                        | —                        | —                        | —                        | —                        | —                        | —                        | —                        | —                        | | Half Written Story |
| "—" désigne les singles qui n'ont pas été classés ou qui n'ont pas été sorties sur ce territoire. |       |                          |                          |                          |                          |                          |                          |                          |                          |                          |                          | |                    |

### Comme artiste invité
| How I Want Ya (Hudson Thames featuring Hailee Steinfeld)                                          | 2015 | —  | —  | —  | —  | —  | —  | — | —  |                     | Lip Tricks        |
| Fragile (Prince Fox featuring Hailee Steinfeld)                                                   | 2016 | —  | 35 | —  | —  | —  | —  | — | —  |                     | Haiz              |
| Digital Love (Digital Farm Animals featuring Hailee Steinfeld)                                    | 2017 | —  | —  | —  | —  | —  | —  | — | —  |                     | Non-album singles |
| Show You Love (Kato and Sigala featuring Hailee Steinfeld)                                        | 2017 | —  | —  | —  | —  | —  | —  | — | 91 | - BPI: Argent       | Non-album singles |
| At My Best (Machine Gun Kelly featuring Hailee Steinfeld)                                         | 2017 | 60 | —  | 21 | 87 | 66 | —  | 2 | —  | - RIAA: Or          | Bloom             |
| Colour (MNEK featuring Hailee Steinfeld)                                                          | 2018 | —  | —  | —  | —  | —  | —  | — | 92 |                     | Language          |
| Woke Up Late (Drax Project featuring Hailee Steinfeld)                                            | 2019 | —  | —  | 29 | 18 | —  | 35 | — | —  | - ARIA: 2 × Platine | Drax Project      |
| Times Like These (as part of Live Lounge Allstars)                                                | 2020 | —  | —  | —  | —  | —  | —  | — | 1  |                     | Non-album single  |
| Masterpiece (Chen Linong featuring Hailee Steinfeld)                                              | 2020 | —  | —  | —  | —  | —  | —  | — | —  |                     | Non-album single  |
| "—" désigne les singles qui n'ont pas été classés ou qui n'ont pas été sorties sur ce territoire. |      |    |    |    |    |    |    |   |    |                     |                   |

### Singles promotionnels
| Titre | Année | Album            |
| --- | ----- | ---------------- |
| You're Such A | 2015  | Haiz             |
| Santa Claus Is Coming to Town (DNCE featuring Charlie Puth, Hailee Steinfeld, Daya, Fifth Harmony, Rita Ora, Tinashe, Sabrina Carpenter and Jake Miller) | 2016  | Non-album single |
| Plot Twist (Remix) (Marc E. Bassy featuring Hailee Steinfeld)                                                                                            | 2017  | Gossip Columns   |

## Autres singles classés
| Titre                                           | Année | Positions dans les charts | Album              |
| Titre                                           | Année | NZ Hot                    | Album              |
| ----------------------------------------------- | ----- | ------------------------- | ------------------ |
| Ordinary Day (Logic featuring Hailee Steinfeld) | 2018  | 20                        | Young Sinatra IV   |
| End This (L.O.V.E.)                             | 2020  | 27                        | Half Written Story |

## Autres performances
| Titre                                       | Année | Autres artistes | Album            |
| ------------------------------------------- | ----- | --- | ---------------- |
| Tell Me If You Wanna Go Home (Roof Top Mix) | 2014  | Keira Knightley | Begin Again      |
| Kennedy Center Performance                  | 2015  | The Barden Bellas | Pitch Perfect 2  |
| Riff Off                                    | 2015  | The Barden Bellas | Pitch Perfect 2  |
| Convention Performance                      | 2015  | The Barden Bellas | Pitch Perfect 2  |
| Back to Basics                              | 2015  | The Barden Bellas | Pitch Perfect 2  |
| Cups (When I'm Gone)                        | 2015  | The Barden Bellas | Pitch Perfect 2  |
| World Championship Finale 2                 | 2015  | The Barden Bellas | Pitch Perfect 2  |
| Jungle                                      | 2015  | The Barden Bellas | Pitch Perfect 2  |
| Flashlight (Sweet Life Remix)               | 2015  | NC | Pitch Perfect 2  |
| Santa Claus Is Coming To Town               | 2016  | DNCE (featuring Charlie Puth, Hailee Steinfeld, Daya, Fifth Harmony, Rita Ora, Tinashe, Sabrina Carpenter, Jake Miller) | NC               |
| Toxic                                       | 2017  | The Bellas | Pitch Perfect 3  |
| Sit Still, Look Pretty                      | 2017  | The New Barden Bellas                                                                                                   | Pitch Perfect 3  |
| Riff Off                                    | 2017  | The Bellas | Pitch Perfect 3  |
| Cheap Thrills                               | 2017  | The Bellas | Pitch Perfect 3  |
| I Don't Like It, I Love It                  | 2017  | The Bellas | Pitch Perfect 3  |
| Cake by the Ocean                           | 2017  | The Bellas | Pitch Perfect 3  |
| Freedom! '90                                | 2017  | The Bellas | Pitch Perfect 3  |
| Freedom! '90 / Cups                         | 2017  | The Bellas & The Voice Season 13 Top 12 Contestants                                                                     | Pitch Perfect 3  |
| Dance With Me                               | 2018  | Chic | It's About Time  |
| Ordinary Day                                | 2018  | Logic | Young Sinatra IV |

## Clips vidéos
| Titre                           | Année             | Autre(s) artiste(s)                                                               | Réalisateur(s)                   | Ref.              |
| Artiste principal               | Artiste principal | Artiste principal                                                                 | Artiste principal                | Artiste principal |
| ------------------------------- | ----------------- | --------------------------------------------------------------------------------- | -------------------------------- | ----------------- |
| Love Myself                     | 2015              | None                                                                              | Hannah Lux Davis                 | [ 65 ]            |
| Rock Bottom                     | 2016              | DNCE                                                                              | Malia James                      | [ 66 ]            |
| Starving                        | 2016              | Zedd Grey                                                                         | Hannah Lux Davis                 | [ 67 ]            |
| Most Girls                      | 2017              | None                                                                              | Hannah Lux Davis                 | [ 68 ]            |
| Let Me Go                       | 2017              | Alesso Florida Georgia Line Watt                                                  | Emil Nava                        | [ 69 ]            |
| Let Me Go (Personal Collection) | 2017              | Alesso Florida Georgia Line Watt                                                  | Erik Lauer                       |                   |
| Capital Letters                 | 2018              | BloodPop                                                                          | Hannah Lux Davis                 | [ 70 ]            |
| Afterlife                       | 2019              | None                                                                              | Hannah Lux Davis                 | [ 71 ]            |
| Wrong Direction                 | 2020              | None                                                                              | Alexandre Moors                  |                   |
| I Love You's                    | 2020              | None                                                                              | Hailee Steinfeld Sarah McColgan  |                   |
| Artiste invitée                 |                   |                                                                                   |                                  |                   |
| At My Best                      | 2017              | Machine Gun Kelly                                                                 | Hannah Lux Davis                 | [ 72 ]            |
| Colour                          | 2018              | MNEK                                                                              | Bradley & Pablo                  | [ 73 ]            |
| Woke Up Late (Remix)            | 2019              | Drax Project                                                                      | Jonathan Singer-Vine             |                   |
| Times Like These                | 2020              | Artists of Live Lounge Allstars                                                   | None                             |                   |
| Guest appearances               |                   |                                                                                   |                                  |                   |
| Endlessly                       | 2012              | The Cab                                                                           | Elliott Sellers                  |                   |
| Bad Blood                       | 2015              | Taylor Swift                                                                      | Joseph Kahn                      |                   |
| Sing                            | 2015              | Pentatonix                                                                        | Christian Lamb                   |                   |
| Freedom' 90! / Cups             | 2017              | The Bellas from Pitch Perfect 3 and the Top 12 contestants of The Voice season 13 | None                             | [ 74 ]            |
| Earth                           | 2019              | Lil Dicky                                                                         | Nigel W. Tierney Federico Heller |                   |
| Graduation                      | 2019              | Benny Blanco Juice Wrld                                                           | Jake Schreier                    | [ 75 ]            |